# Lemmy Constantine
Pour les articles homonymes, voir Constantine.
Lemmy Constantine, né le 3 août 1957 en France, est un chanteur et  acteur américain.
Il est le fils de la prima ballerina et pianiste Hélène Musil, et de l'acteur et chanteur Eddie Constantine.
À l'instar de son père, il entreprend une carrière dans la chanson et le cinéma.

## Discographie
Il a enregistré plusieurs albums, s'est produit au Cabaret Sauvage, au Grand Palais, Petit Journal Montparnasse, Le Duc des Lombards avec son Quintet, et dans de nombreux festivals : Jazz à Vienne, Jazz à Nice, Festival de Montreux et Sziget Festival, ...
Aujourd'hui, il se produit en solo dans un spectacle mis en scène par Caroline Loeb
- 2004 - Manouche - Land
- 2007 - Meeting Sinatra & Django ...
- 2010 - In Difference
- 2019 -  Gypsyland roads

## Filmographie partielle
- 1966 : Cartes sur table (Cartas boca arriba) de Jesús Franco
- 1998 : Généalogies d'un crime de Raoul Ruiz
- 1998 : Comme un poisson hors de l'eau de Hervé Hadmar
- 2001 : Éloge de l'amour de Jean-Luc Godard
- 2004 : L'Américain de Patrick Timsit
- 2007 : Big City de Djamel Bensalah
- 2008 : Babylon A.D. de Mathieu Kassovitz
- 2012 : Le Capital de Costa-Gavras
- 2020 : Different parts  de Loris Lamunière

## Voix Off
Doté d'une voix plutôt grave, sans aucun accent (ni en Américain ni en Français), sa narration accompagne souvent de nombreux documentaires et spots publicitaires à travers le monde. Il est d'ailleurs est un des fondateurs de l'association Les Voix.